# Carlos Castaño Gil
Carlos Castaño Gil (ur. 16 maja 1967, zm. 16 kwietnia 2004) - główny terrorysta kolumbijski, założyciel szwadronów śmierci AUC i ich pierwszy dowódca. Właściciel kilkusetmilionowej (w dolarach USA) fortuny, zbitej na przemycie narkotyków, dzięki znajomościom z wysokimi dowódcami armii, policji i wywiadu, politykami i prokuratorami. Zamordowany przez swego brata Vicente Castaño.